# Monster (canção de Imagine Dragons)
"Monster" é uma canção da banda americana de rock Imagine Dragons para a trilha sonora de Infinity Blade III. É quinta aparição da banda em uma trilha sonora depois de aparecer com a música "Hear Me" em Answers to Nothing, "Lost Cause" em Frankenweenie, "Ready Aim Fire" em Iron Man 3 e com "Warriors" no League of Legends World Championship de 2014. A canção foi lançada como single em 19 de setembro de 2013 e apareceu na edição "super deluxe" do álbum Smoke + Mirrors.

## Posições nas paradas
| Paradas                                   | Posições |
| ----------------------------------------- | -------- |
| Canadá (Canadian Hot 100)                 | 41       |
| Estados Unidos Billboard Hot 100          | 78       |
| Estados Unidos Hot Rock Songs (Billboard) | 13       |

## Uso na mídia
- A canção foi usada pela WWE para promover um combate entre Daniel Bryan e Triple H Wrestlemania XXX.[carece de fontes?]
- A canção foi usada para o trailer do Assassin's Creed IV: Black Flag. É a segunda canção do Imagine Dragons em um trailer do jogo Assassin's Creed, a primeira canção foi "Radioactive" que apareceu no trailer do Assassin's Creed III.[carece de fontes?]